# 釜口古墳 (大磯町)
釜口古墳（かまぐちこふん）は、神奈川県中郡大磯町大磯にある古墳。神奈川県指定史跡に指定されている。

## 概要

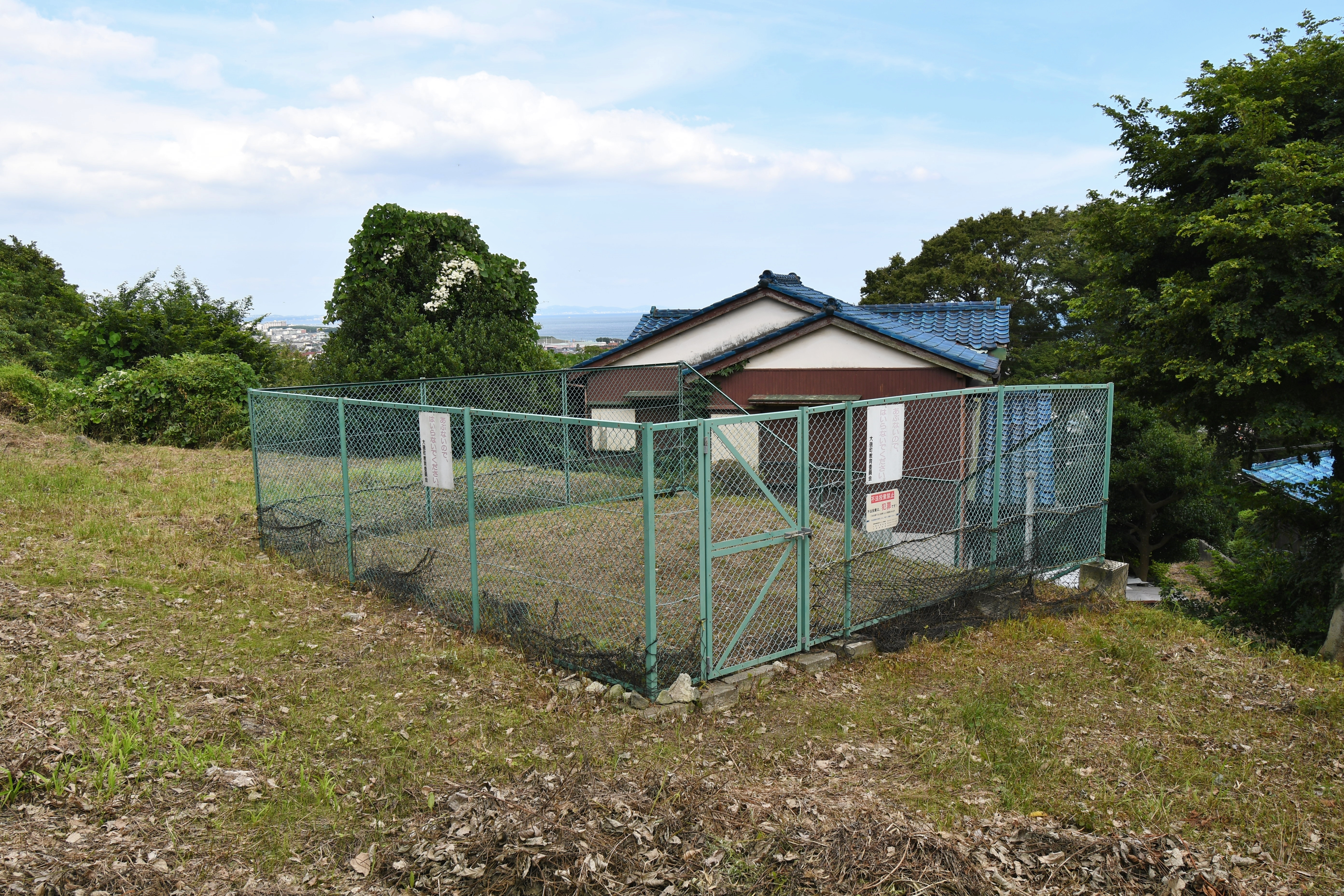
古墳全景（上方から）後背に相模湾（太平洋）を望む。

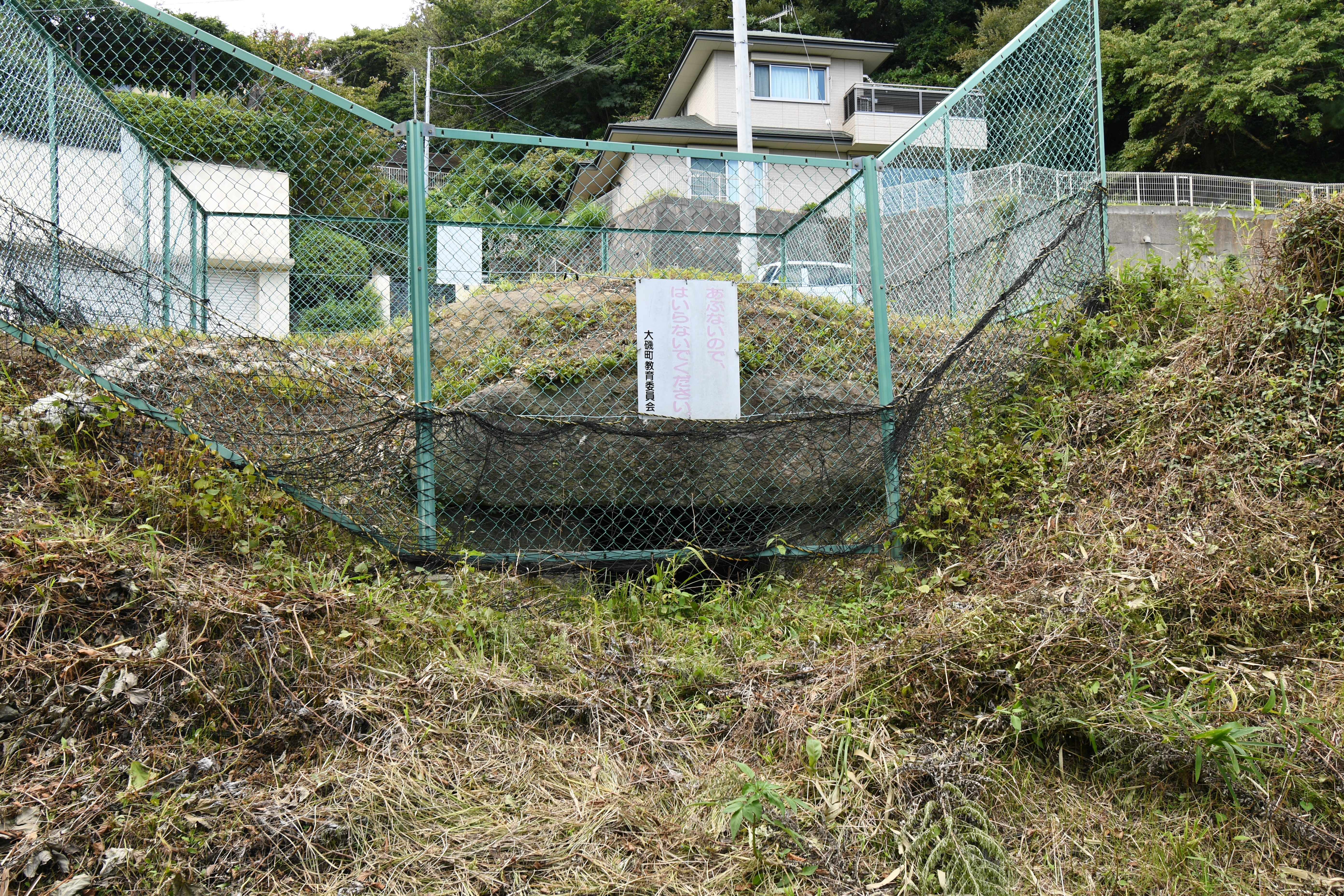
石室開口部

神奈川県南部、高麗山から南西に延びる尾根の東側鞍部に築造された古墳である。古墳名の「釜口」は釜の口に似た外観に由来する。江戸時代末期の『新編相模国風土記稿』には開口している記述が見えるほか、1953年（昭和28年）に調査が実施されている。
墳丘封土は石室天井石を覆う程度にのみ残存しており、墳形は明らかでない。埋葬施設は横穴式石室で、南方向に開口する。切石の乱層積みによる石室で、長さ2.92メートル・幅2.64メートル・高さ約2メートルを測る。奥壁・天井石には巨大な一枚石が、羨門には方柱状の切石が使用される。石室内は盗掘に遭っているが、調査では散蓮華形小型青銅製品（銅製匙）・鉄鏃片・須恵器片が検出されており、特に青銅製品は仏教関係の遺品として注目される。築造時期は古墳時代終末期の7世紀末葉-8世紀初頭頃と推定される。
古墳域は1954年（昭和29年）に神奈川県指定史跡に指定された。現在では石室内への立ち入りは制限されている。なお、周辺には多数の横穴墓群のほか集落の坊地遺跡があり、本古墳との関連性が指摘される。

## 遺跡歴
- 江戸時代末期、『新編相模国風土記稿』に記述。
- 1953年（昭和28年）、調査（神奈川県教育委員会、1974年に報告書刊行）[4]。
- 1954年（昭和29年）3月30日、神奈川県指定史跡に指定[5]。

## 文化財

### 神奈川県指定文化財
- 史跡
  - 釜口古墳 - 1954年（昭和29年）3月30日指定[5]。

## 関連文献
（記事執筆に使用していない関連文献）
- 赤星直忠「神奈川県大磯町釜口古墳」『考古学雑誌』第40巻第1号、日本考古学会、1954年7月、50-54頁。
- 『神奈川県埋蔵文化財発掘調査報告6 -尾根山古墳群・釜口古墳-』神奈川県教育委員会、1974年。